# Bynar
De Bynar is een fictief humanoïde ras uit de serie Star Trek dat waarschijnlijk afgezien van de Borg het dichtst in symbiose leeft met een computer.
Bynars komen al eerst voor in Star Trek: The Next Generation-aflevering "11001001" en worden ook genoemd door Phlox in Star Trek: Enterprise-aflevering "Regeneration".
Zij mogen niet verward worden met de Borg, omdat de Bynars wel zeker een vrije wil van zichzelf hebben en daarom dus niet 'willoos' zijn, zoals de Borg. De Bynars komen oorspronkelijk van de planeet Bynaus, die draait om de ster Beta Magellan. In 2364 veranderde deze zon in een supernova. Ze hadden al berekend dat ze alleen konden overleven door hun computer uit te schakelen, wat het einde van hun ras zou betekenen. Echter, op starbase 74 was de Enterprise-D aanwezig, wat de Bynars deed besluiten de Enterprise-D met zijn computer core te kapen, om zo hun bestaan veilig te stellen. De Bynars hebben de federatie geen toestemming gevraagd om de Enterprise-D te kapen, omdat ze al in hun berekeningen hadden meegerekend dat de federatie geen toestemming zou geven om een computer core te gebruiken. De Bynars slaagden hier niet in en konden het uitschakelen van de hoofdcomputer op Bynaus niet voorkomen. Gelukkig kon de bemanning van de Enterprise-D later de hoofdcomputer weer opstarten en de soort veilig stellen.